# Peter Pospíšil
Peter Pospíšil (24. dubna 1944 Bratislava, Slovenský stát – 17. dubna 2006 Bratislava, Slovensko) byl slovenský házenkář a reprezentant Československa. Byl součástí týmu, který získal stříbrnou medaili na Letních olympijských hrách 1972 v Mnichově.